# Quinan
Quinan est un petit village acadien d'environ 320 habitants. Il fait partie du district municipal d'Argyle dans le comté de Yarmouth en Nouvelle-Écosse, au Canada. Le village est situé sur la rivière Tousquet (Tusket River) à environ 15 km de la ville de Yarmouth. Le nom de Quinan lui a été donné en 1885 en l'honneur du père John L. Quinan, prêtre catholique d'origine irlandaise qui avait desservi ce canton de 1860 à 1867.
La région de Quinan est connue pour la pêche et la chasse qu'on y pratique.